# Ihren (Winterspelt)
Ihren ist ein Ortsteil der Ortsgemeinde Winterspelt im Eifelkreis Bitburg-Prüm in Rheinland-Pfalz.

## Geographische Lage
Ihren liegt nördlich von Winterspelt in einer Entfernung von rund 2,5 km unweit der Grenze zu Belgien. Der Ort ist von landwirtschaftlichen Nutzflächen sowie kleinen Waldgebieten umgeben. Dicht nördlich von Ihren fließt der Ihrenbach, der in einem Ausläufer auch durch die Ortschaft fließt.

## Geschichte
Winterspelt war der Hauptort einer prümischen Schultheißerei, zu welcher außer Winterspelt selbst auch Eigelscheid, Elcherath, Hemmeres, Ihren und Wallmerath gehörten.
Von 1795 an gehörte Ihren zum Kanton Schönberg im Saardepartement.

## Kultur und Sehenswürdigkeiten
Siehe auch: Liste der Kulturdenkmäler in Winterspelt

### St. Henricus
In Ihren befindet sich die Kapelle St. Henricus aus dem Jahre 1886. Der Bau begann ein Jahr zuvor durch Heinrich Paasch aus Ihren. Sie sollte dem Dorf dienen und wurde innerhalb eines Jahres unter Mithilfe der Bürger des Ortes errichtet. In Erinnerung an den verstorbenen Erbauer wurde die Kapelle dem heiligen Kaiser Heinrich geweiht.

### Ehemaliger Bahnhof
Im Ortsteil Ihren wurde im Jahre 1925 ein Bahnhof errichtet. Dieser bildete eine Station auf der Strecke der Westeifelbahn von St. Vith nach Pronsfeld. Die Trasse wurde 1944 vorübergehend stillgelegt, bevor 1949 eine Reaktivierung erfolgte. 1965 wurde dann endgültig der Verkehr eingestellt und die Strecke zurückgebaut. Heute verläuft auf diesem Abschnitt ein Radweg.

### Wegekreuze
Auf dem Gemarkungsgebiet befinden sich insgesamt drei Wegekreuze. Eines sticht besonders durch seine Ausführung hervor: Es handelt sich um ein Schieferkreuz mit einer großen, verzierten Inschrift-Platte und einem Abschlusskreuz mit Corpus. Es ist mit 1879 bezeichnet.

Bildergalerie
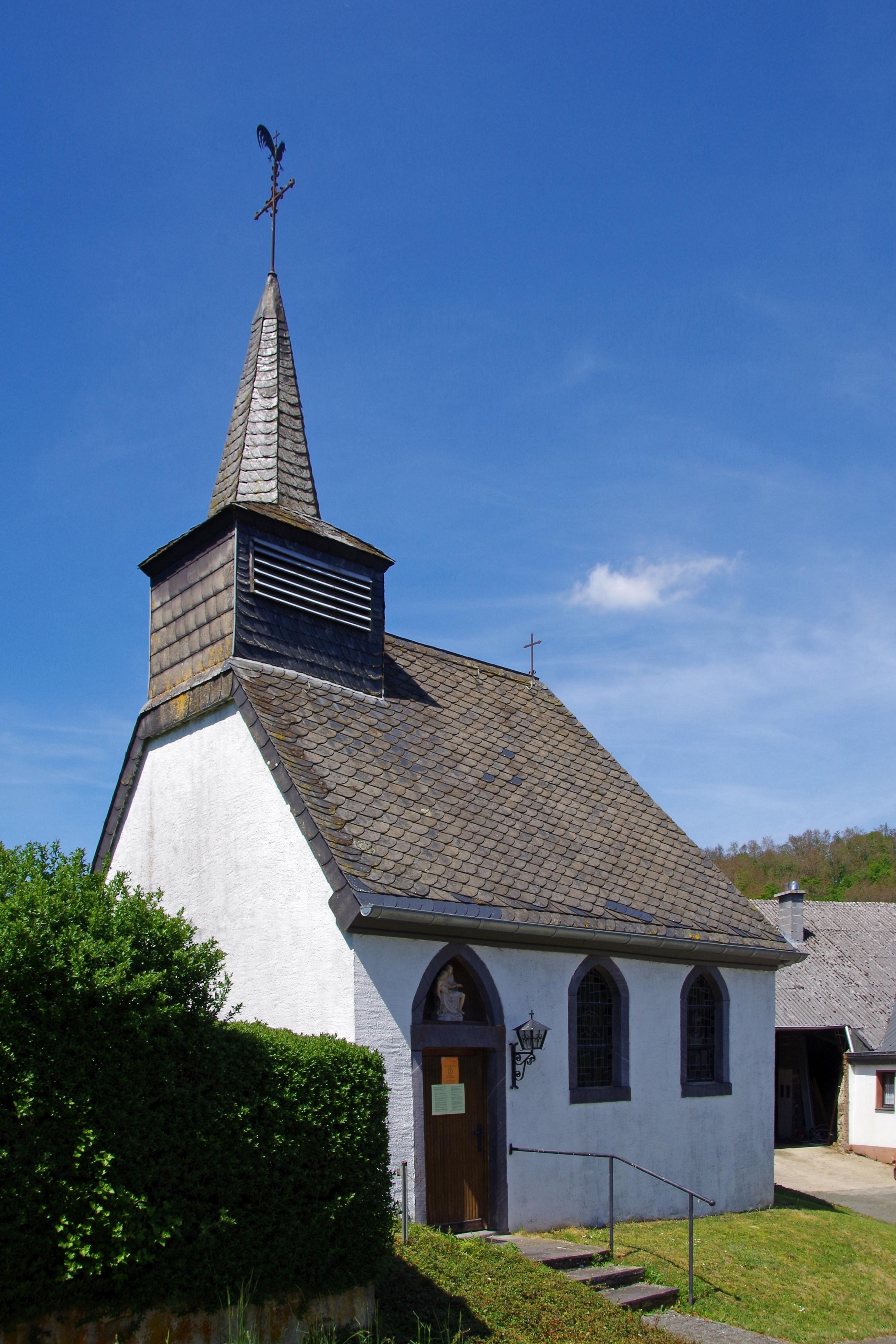
Kapelle – Außenansicht
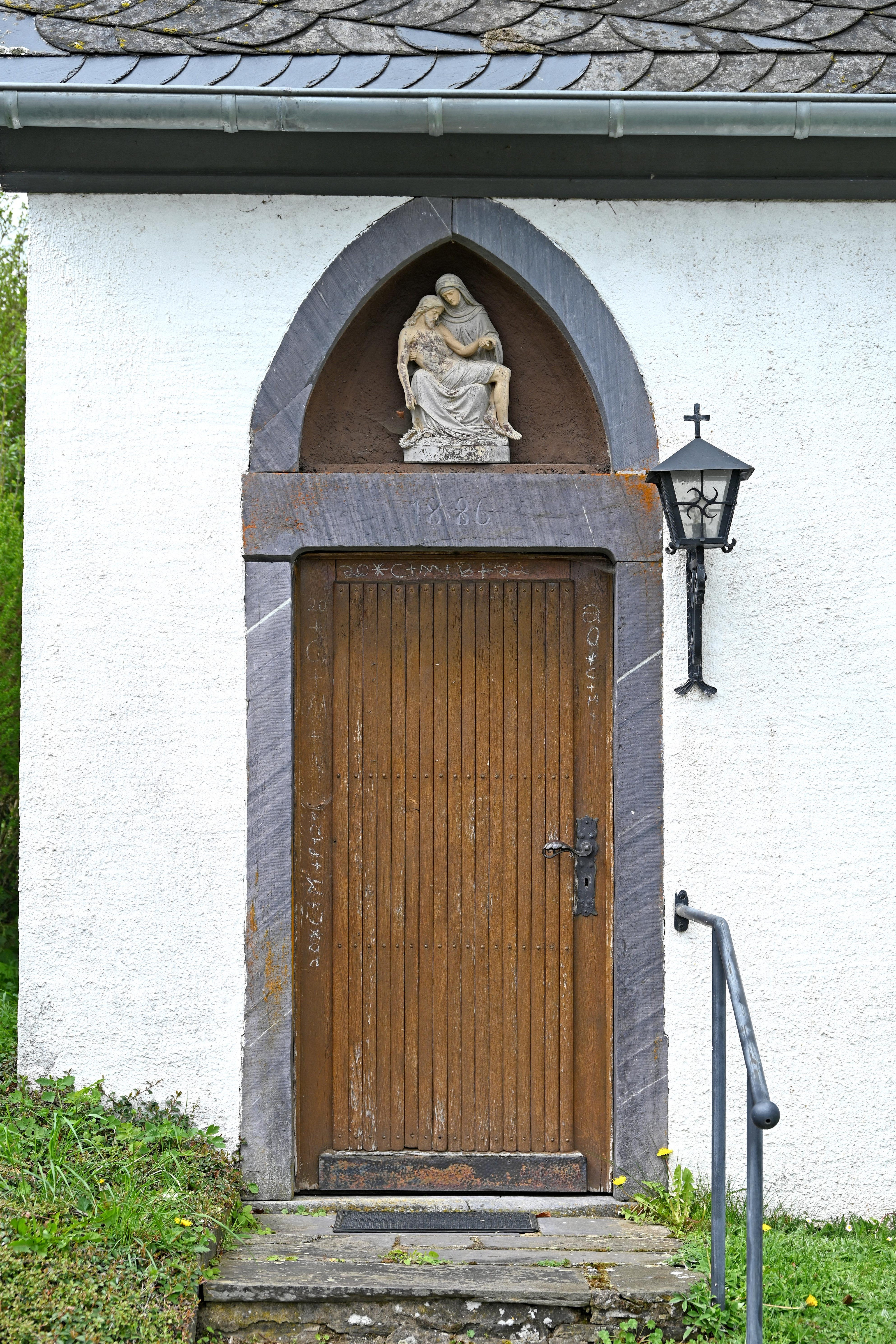
Kapelle – Portal
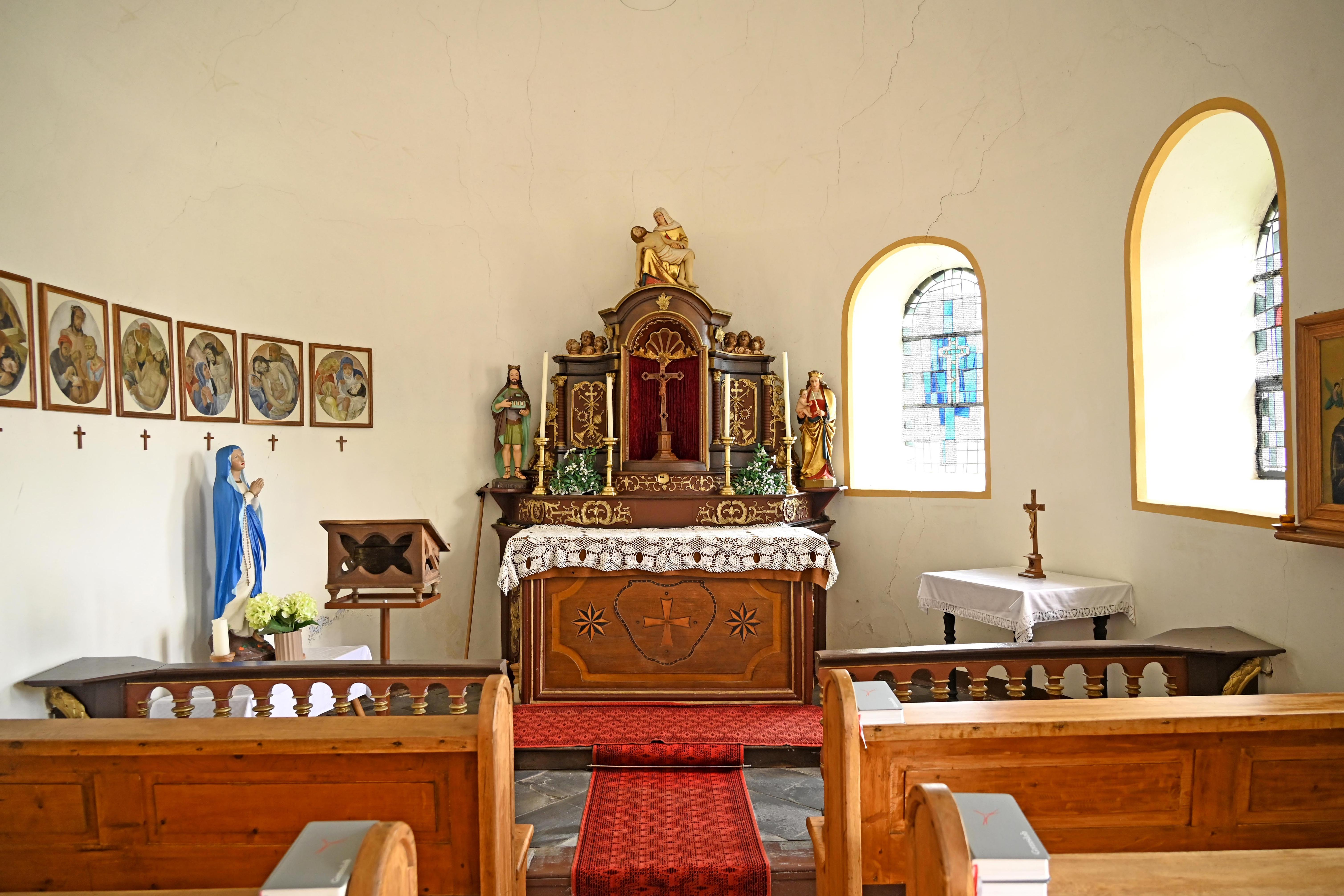
Kapelle – Innenraum
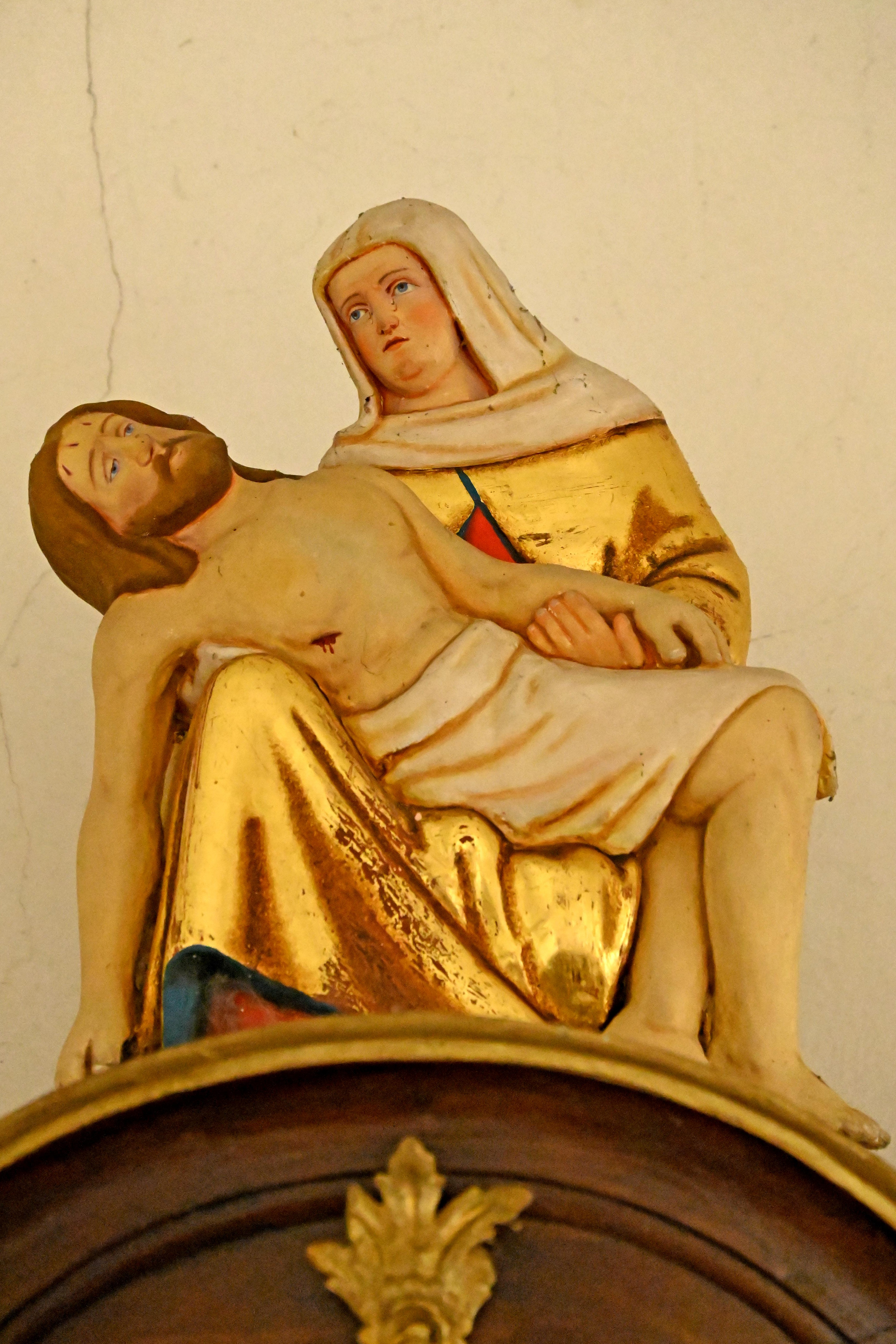
Kapelle – Pieta
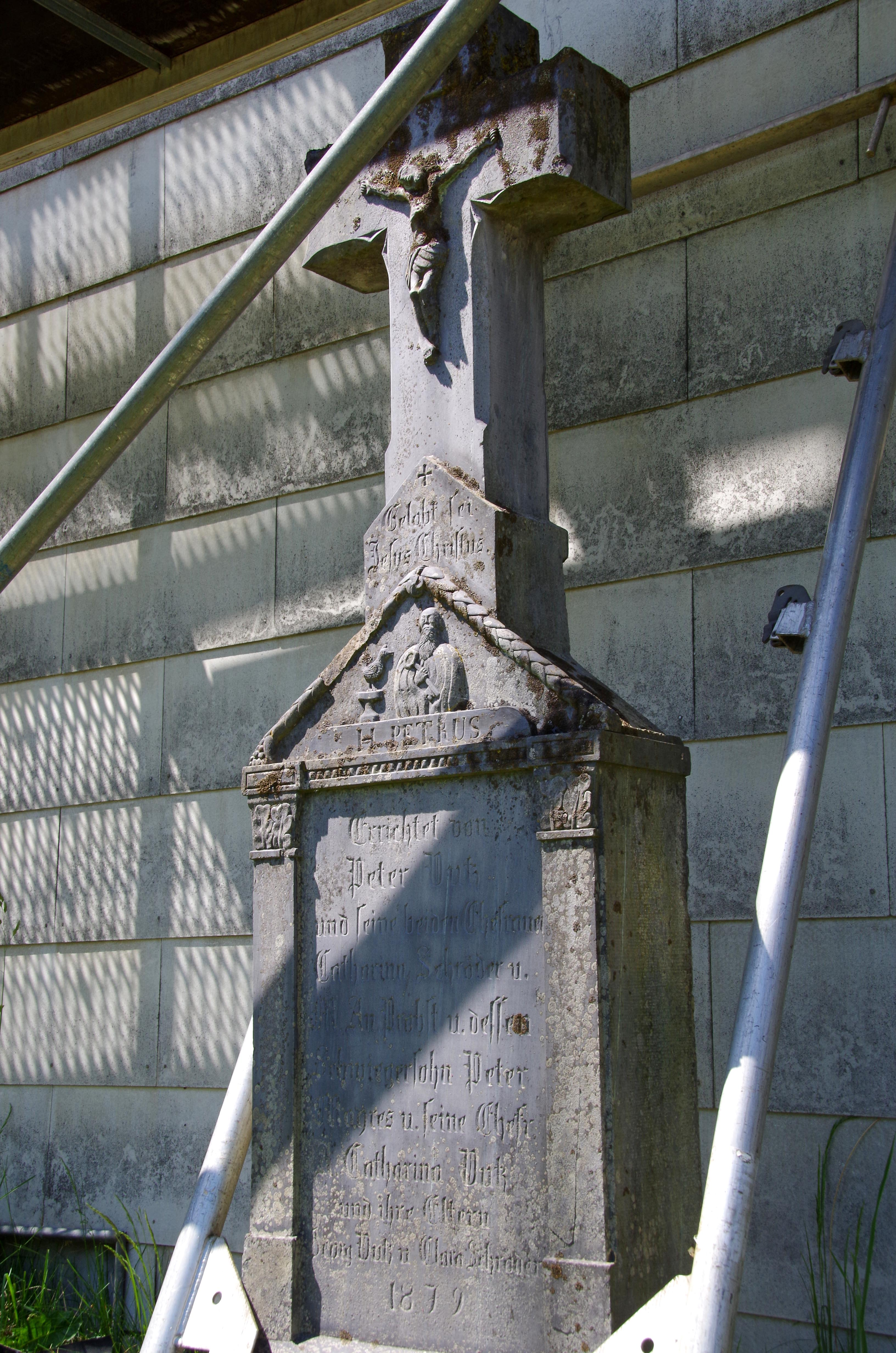
Schieferkreuz von 1879
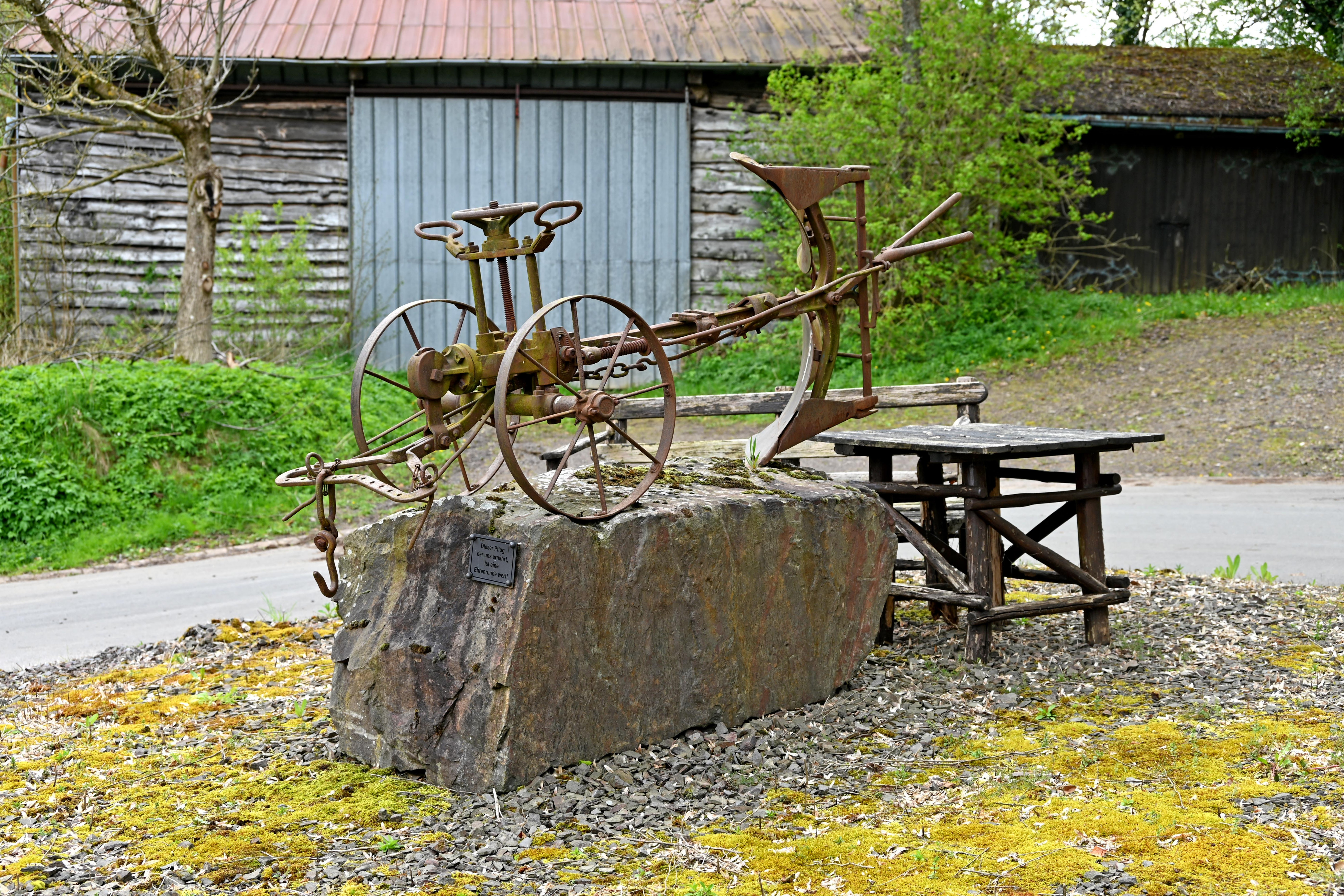
Kreisel mit Pflug

## Infrastruktur und Verkehr
Es existiert eine regelmäßige Busverbindung.
Ihren ist durch die Kreisstraße 101 erschlossen. Dicht südlich des Ortes verläuft die Bundesautobahn 60 mit der Abfahrt Winterspelt.